# Adolf Trowitz
Adolf Eduard Trowitz (24 de septiembre de 1893 - 3 de enero de 1978) fue un general alemán (Generalmajor) en la Wehrmacht durante la II Guerra Mundial que comandó varias divisiones. Fue condecorado con la Cruz de Caballero de la Cruz de Hierro, concedida por la Alemania Nazi por liderazgo militar exitoso.
Trowitz se rindió al Ejército Rojo en el curso la Ofensiva soviética de Bobruysk de julio de 1944 (parte de la Operación Bagration). Condenado como criminal de guerra en la Unión Soviética, fue retenido hasta 1955.

## Condecoraciones
- Cruz Alemana en Oro (8 de junio de 1942)
- Cruz de Caballero de la Cruz de Hierro el 21 de febrero de 1944 como Generalmajor y comandante de la 57.º División de Infantería.[1]